# Krasnoslobodskij rajon
Il Krasnoslobodskij rajon (in russo Краснослободский район?) è un municipal'nyj rajon della Repubblica Autonoma di Mordovia, nella Russia europea.